# Glossogobius bicirrhosus
Glossogobius bicirrhosus és una espècie de peix de la família dels gòbids i de l'ordre dels perciformes.

## Morfologia
Els mascles poden assolir els 9 cm de longitud total.

## Distribució geogràfica
Es troba a Indonèsia, les Filipines, Japó, Taiwan, Melanèsia, Papua Nova Guinea i el nord-est d'Austràlia.